# Pierre-Denis Vregeon
Pierre-Denis Vregeon, né le 20 septembre 1723 sur la paroisse de Saint-Pierre-l’Honoré de Rouen où il est mort le 13 floréal an II, est un physicien français.

## Biographie
Ayant embrassé l’état ecclésiastique, Pierre-Denis Vregeon fut d’abord prêtre habitué de la paroisse Saint-Godard de Rouen, puis curé de Salmonville-la-Sauvage, mais il se démit bientôt de cette cure pour pouvoir se livrer plus librement à l’étude des sciences, surtout à celle de la physique expérimentale.
Reçu membre de l’Académie des sciences, belles-lettres et arts de Rouen en 1754, il en devint le trésorier et le premier bibliothécaire lorsqu’une dotation royale de 600 livres rendit publique la bibliothèque de l’Académie en 1782. Deux ans plus tard, il en publia le catalogue où apparaît son portrait gravé par M.-D. Hautot. Il fut également nommé, en 1764, juge des concours de l’Académie des Palinods de Rouen. Il fut également intendant du Jardin des plantes de Rouen. Il appartenait également à l’Académie des sciences, belles-lettres et arts de Clermont-Ferrand. À la Révolution, il prêta serment à la Constitution.

Cet ecclésiastique avait beaucoup d’originalité dans l’esprit,. Il s’exprimait ainsi dans une note de la table des registres de l’Académie de Rouen, à l’article « Amitié » : 

« L’amitié des gens de lettres, je n’y ai pas plus foi qu’à celle du sexe ; deux savants s’encensent, deux femmes s’embrassent, je n’en crois pas un mot. Tous ne se louent qu’à charge de blâme. Aucun ne se pardonne la supériorité, même après la mort. »

## Publications
- À Nosseigneurs les États généraux, [S.l.s.n.], 1788.
- Catalogue des livres de la bibliothèque de l’Académie de Rouen, in-4°, 40 p.
- Dictionnaire des règles de la composition latine, à l’usage des enfants, Rouen, Le Boucher, 1757.
- Journal du Bibliothécaire du roi et de l’Académie de Rouen, servant de mémoire à consulter à nos seigneurs des États généraux, 1788.
- Lettre à un Membre de l’Académie de Rouen.
- Mémoire sur la force des pointes pour soutirer le fluide électrique.
- Mémoire sur la malléabilité du cuivre jaune à froid.
- Mémoire sur la manière d’employer la machine pneumatique, perfectionnée par Nicolas Thillaye.
- Mémoire sur le ramollissement des os par la machine de Papin, 1754.
- Observations météorologiques, insérées dans le Journal de Normandie.
- Rudiment des enfants en forme de Dictionnaire, Rouen, Machuel, 1765.

## Sources
- Ph.-J.-Et.-Vt. Guilbert, Mémoires biographiques et littéraires, par ordre alphabétique : sur les hommes qui se sont fait remarquer dans le département de la Seine-Inférieure, par leurs écrits, leurs, actions, leurs talens, leurs vertus, etc., t. 2e, Rouen, Frères Mari, 1812, 547 p., 2 vol. : portrait. ; in-8° (OCLC 408098192, lire en ligne), p. 440-3.
- Théodore Éloi Lebreton, Biographie normande : recueil de notices biographiques et bibliographiques sur les personnages célèbres nés en Normandie et sur ceux qui se sont seulement distingués par leurs actions ou par leurs écrits, t. 3, Rouen, A. Le Brument, 1861, 3 vol. (OCLC 793583689, lire en ligne)